# Grotte des Scilles
La grotte des Scilles est un site préhistorique de Haute-Garonne. Elle fait partie des grottes de Lespugue, situées dans les gorges de la Save, sur la commune de Lespugue, en Pays Comminges Pyrénées, région Occitanie (Midi-Pyrénées), en France. Elle a été occupée principalement pendant le Magdalénien inférieur Aquitain (III) et l'Azilien. C'est aussi l'une des rares séquences stratigraphiques solutréennes connues (en 2003) dans le piémont pyrénéen. Elle a livré  un « four (de type) polynésien », des pointes de sagaies de type Lussac-Angles, une lampe à huile, des aiguilles à chas…

## Situation
Les grottes de Lespugue se trouvent dans le sud-ouest du département de Haute-Garonne, dans les gorges de la Save, que suit la route D9g, sur la rive droite de la Save, à Lespugue. La commune de Montmaurin occupe la rive gauche. Les grottes de Montmaurin se trouvent dans les gorges de la Seygouade, à quelque 2 km à l'ouest de Lespugue.
La grotte des Scilles est la plus au sud sur la route D9g dans la gorge, à environ 750 m en amont de la grotte des Rideaux et 1 500 m de la fin des gorges de la Save.

## Description
De nos jours, la large ouverture de la grotte des Scilles est pratiquement au niveau de la route et à peine quelques mètres au-dessus du niveau de la Save,. Elle se présente comme une petite salle semi-circulaire large de 5 m vers l'entrée et profonde d'environ 4 m. Un petit diverticule la prolonge de 3,5 m au fond à droite. Vers l'entrée de la grotte, à 2 m de hauteur sur la gauche, s'ouvre une cheminée qui remonte au niveau supérieur jusqu'à une salle « dépourvue de sol » et dont le plafond montre une fissure que René de Saint-Périer dit communiquer avec le plateau surmontant les grottes.
L'extérieur de la grotte a été remblayé après les fouilles de René de Saint-Périer et le niveau du sol est de nos jours à peu près à la hauteur de la couche archéologique B. Ce remblai est peut-être dû à l'élargissement de la route qui passe de nos jours à moins de deux mètres du surplomb,.

## Occupation
René de Saint-Périer avait attribué l'occupation principale au Magdalénien ancien, Henri Breuil au Magdalénien III, Jean Clottes au Magdalénien moyen pyrénéen. Pétillon et al. la replacent au Magdalénien inférieur (« Magdalénien inférieur Aquitain (III) », vers 14 800 ans AP), pendant le Tardiglaciaire. Le Magdalénien inférieur est rare dans les Pyrénées.
L'Azilien est également cité.

## Fouilles
La grotte des Scilles est connue localement par un petit nombre de gens. Les Saint-Périer la nomment d'après les Scilla liliohyacinthus, abondants près de son ouverture. Ils la fouillent en 1923-1924. Aucune fouille n'a lieu après celles des Saint-Périer et jusqu'en 2010. En 2008 Pétillon et al. publient une étude approfondie du matériel des collections.

## Stratigraphie
Le remplissage s'étend jusqu'à environ 5 à 6 m au-delà du surplomb, où il forme un talus d'environ 4 m d'épaisseur. Voir une coupe stratigraphique de la grotte dans Langlais et al.   2010, p. 8, fig. 3. De bas en haut, Saint-Périer trouve deux couches principales, A et B, et des couches intermédiaires :
éboulis
Cette couche de 90 cm d'épaisseur, archéologiquement stérile, s'est établie à la suite d'un éboulement de la voûte.
couche de sable grossier
De 90 à 100 cm d'épaisseur, cette couche contient des éléments plus gros aux arêtes émoussées. D'après Saint-Périer, ce serait un dépôt de la Save.
couche B
Couche noire de 35 à 40 cm d'épaisseur ; Saint-Périer la décrit qui « s'insinuait dans toutes les anfractuosités de la roche » et s'étendait jusqu'à 2 m en avant du surplomb. 
 
Il semble que les Saint-Périer l'aient fouillée sur une surface de 20 à 30 m2. Elle a livré la plupart des vestiges archéologiques trouvés dans la grotte. En 2010, Langlais et al. publient une étude poussée de ce matériel de la couche B. 
couche argileuse rouge
De 120 à 150 cm d'épaisseur, relativement homogène mais avec « quelques galets de quartzite altéré », elle contient aussi plusieurs poches de graviers à sa base. Comme ce type de quartzite est abondant sur le plateau sus-jacent, Saint-Périer pense que cette couche s'est déposée par ruissellement depuis le plateau via la fissure mentionnées plus haut, la salle supérieure et la cheminée. Cette argile rouge n'a livré aucun outillage ou fossile, mais un foyer particulier (voir dans la section suivante le « four polynésien »).
couche A
Couche noire de 8 à 10 cm d'épaisseur, présente sur toute la largeur de la grotte et jusqu'à 1 m en avant du surplomb.
terre végétale
De 20 à 30 cm d'épaisseur.

## Fours enterrés, ou le «four polynésien» de Saint-Périer
Saint-Périer trouve dans la « couche argileuse rouge » qui surmonte la couche B, une structure de combustion en creux qu'il décrit ainsi : « fosse mesurant 1 m de longueur sur 40 cm de hauteur et 25 cm de profondeur, creusée dans l'argile, limitée au-dessus et au-dessous par des pierres calcaires plates posées côte à côte. Au pourtour de cette cavité, l'argile était rubéfiée comme sous l'action d'un feu intense […]. La fosse contenait des fragments osseux [calcinés] […] d'animaux de la taille du cheval et du bœuf. Ces os étaient plongés dans une terre de foyer très noire mélangée de charbons et de cendres ; elle ne contenait aucun […] objet d'industrie ». Saint-Périer donne à cette structure le nom de « four polynésien ».
Les premières comparaisons ethnologiques concernant des fours enterrés en contexte paléolithique semblent avoir été effectuées à propos des structures découvertes à la grotte des Fées (Prignac-et-Marcamps, Gironde) et à la grotte des Scilles.

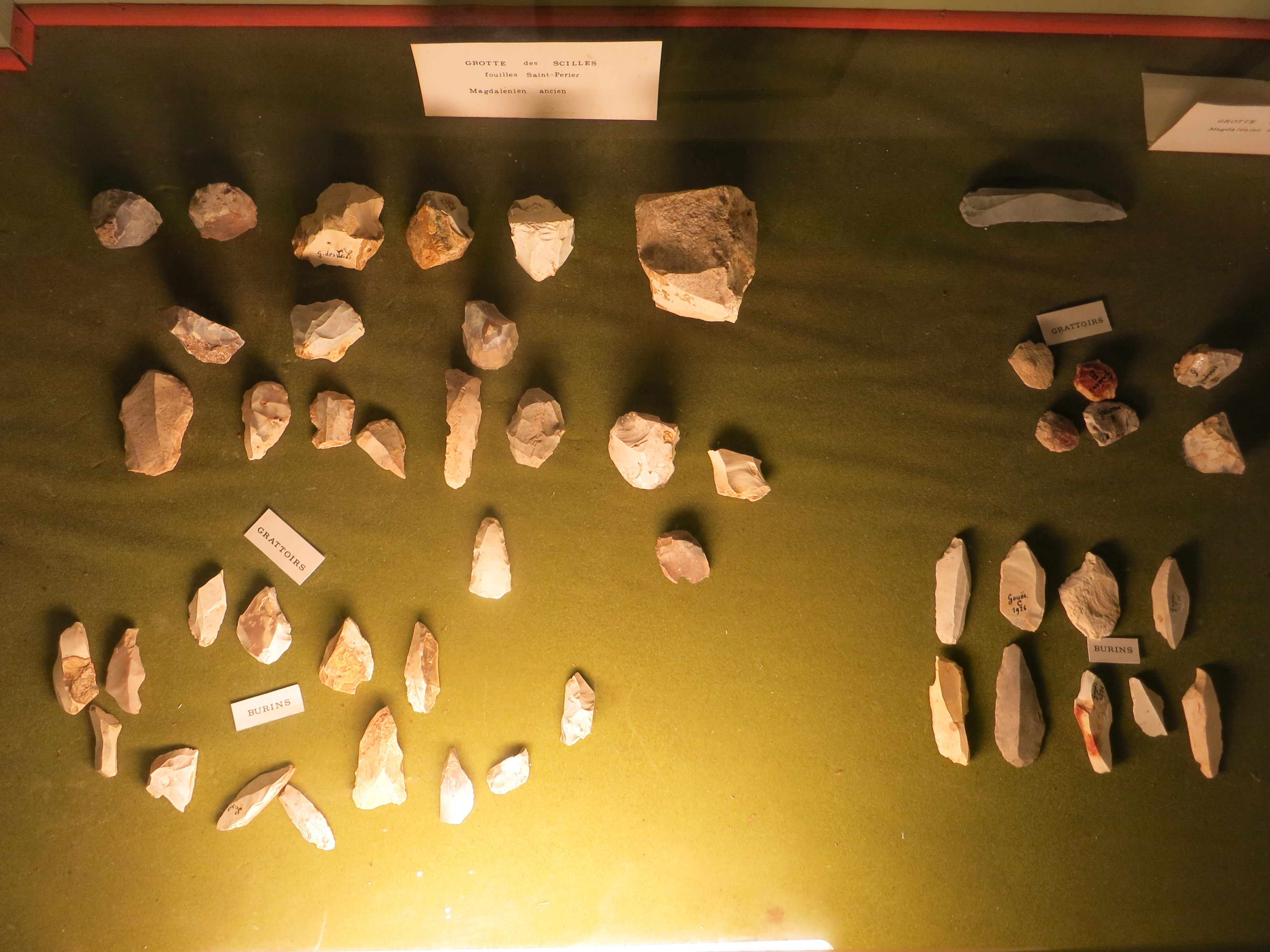
Outils lithiques des fouilles Saint-Périer. Musée de Montmaurin

## Mobilier

### Matériel lithique
Le silex des outils est principalement du silex tertiaire, sourcé localement dans les Petites Pyrénées,, mais provenant aussi de sites plus éloignés : gisements d'Audignon (en Chalosse, Landes), et du Périgord .
Quelques pièces sont en silex « grain de mil » de Saintonge, en silex turonien (« fumélois ») du Haut-Agenais, en flysch de Montgaillard,, maastrichtien de Montsaunès et du Paillon.
Les autres silex, qui incluent une variété jaspée, sont de provenance indéterminée.

### Pointes de sagaies et diffusion vers le sud
Les Scilles contenaient des pointes de sagaies de type Lussac-Angles, ce qui ajoute Lespugue à la courte liste des sites pyrénéens connus qui témoignent des relations entre le nord de l'Aquitaine et les régions méridionales, avec la diffusion de ces sagaies en direction du sud (Quercy, Pyrénées, région cantabrique). Dans les Pyrénées, ce sont Troubat (Hautes-Pyrénées), Marsoulas, Montconfort (Saint-Martory), Gourdan (Haute-Garonne), la  Salle des Morts d'Enlène (Ariège), Montfort (Saint-Lizier, Ariège), Canecaude (Villardonnel, Aude). Les couches correspondantes de Canecaude et d'Enlène sont datées respectivement à 14 230 ans AP et 13 940 ans AP, c'est-à-dire après le Magdalénien III ; mais Tito Bustillo aurait livré le même genre de sagaie 
dans une couche beaucoup plus ancienne ; à El Mirón, elles sont datées immédiatement après le Magdalénien archaïque-Badegoulien,.
Les Scilles ont aussi livré des pointes de sagaies à biseau simple sans rainure ; et des pointes de sagaies à base conique.

### Lampe à huile
Découverte et tribulations
La lampe à huile en grès de la grotte des Scilles, cassée en deux morceaux, est trouvée par les Saint-Périer dans le niveau B en avant de la grotte, à environ 1,50 m du surplomb, en 1923 (pour la base de la lampe) et 1924 (pour la partie terminale). Elle est publiée par le comte en 1926. Disparue entre le décès de la comtesse (1978) et le transfert de la collection au musée d'Archéologie nationale (MAN) en 1980, elle réapparaît lors de la vente d'une collection privée rachetée par le MAN avec plusieurs autres pièces à la fin des années 1980. Citée dans plusieurs études des lampes paléolithiques, elle a fait l'objet de trois brèves publications par Sophie Archambault de Beaune qui l'étudie plus en détail dans Langlais et al.   2010.
Description
La lampe est presque complète : il ne lui manque que quelques menus éclats du bord, trop effrités pour être collectés. Elle est faite à partir d'un galet de grès rouge tendre à grain très fin légèrement micacé. Selon Saint-Périer, la pierre ressemble au grès rouge permien de la région de Brive en Corrèze ; mais cette provenance reste à confirmer.
Elle mesure 20 cm de long sur 10,8 cm dans sa plus grande largeur, pour une épaisseur maximum de 3,5 cm à la naissance du manche et 2 cm au niveau de la cuvette. Cette cuvette, profonde de 2,2 cm et large de 10,1 cm de diamètre, est très régulière et bordée d'une margelle bien plane. La lampe est entièrement façonnée ; des traces de piquetage sont visibles, notamment sur son revers et sur l'avers
du manche. Elle a été entièrement polie pour la régulariser et les versants de la cuvette montrent des stries circulaires, peut-être dues à un abrasif intermédiaire (du sable ?). Le manche triangulaire est long de 8,5 cm , il présente quelques traits profondément incisés, assez larges et à section en U, qui sont peut-être les traces d'un décor non figuratif ; Saint-Périer y voyait la figuration possible d'une main schématisée.
Elle a peut-être subi un nettoyage intensif pendant les années où elle a fait partie d'une collection privée, car les traces d'action du feu mentionnées par Saint-Périer comme très nettes ne sont plus très visibles ; elles se trouvaient dans la cuvette « jusqu'à un centimètre environ au-delà de la limite de la cupule ». Il en reste encore des traces charbonneuses dans la cuvette.
Sur les quelque 300 lampes paléolithiques connues en 2010, seulement une trentaine sont munies d'un manche façonné bien individualisé. La typologie définie par Bastin et Chassaing (1940) donne deux types différents de lampes avec manche : celles à manche triangulaire (type la Mouthe) et celles à manche « en raquette » (type Lascaux). La moitié d'entre elles sont en grès et dix sont en calcaire.

### Aiguilles à chas
Le niveau B Magdalénien III ou IV de la grotte des Scilles a livré neuf aiguilles à chas dont deux complètes ; cet outil est également présent dans le niveau azilien de la grotte.

## Conservation
Le matériel collecté est d'abord conservé au château des Saint-Périer, à Morigny (Essonne), jusqu'au décès de Suzanne de Saint-Périer († 1978), avant de rejoindre le musée d'Archéologie nationale au début des années 1980. En 2008 ce musée possède 483 pièces provenant des Scilles. Quelques objets sont conservés ailleurs : 15 pièces des Scilles sont au musée de Saint-Gaudens en 1993, en 2008 Pétillon et al. y comptent 4 pièces. Le musée de Montmaurin en possède 42 pièces en 1998 mais 33 en 2008.

## Protection
La grotte des Scilles fait partie de l'« Ensemble des grottes et abris préhistoriques de la vallée de la Save », classé comme monument historique depuis le 28 décembre 1972. Il s'agit des grottes situées sur la parcelle cadastrale A 49, pour les sites archéologiques nos 31295-1 à 5 AP, dans le bois de Saint-Martin. Le classement en monument historique n'inclut donc pas la grotte de Gouërris.